# Gare de Trèves
La gare de Trèves est une gare ferroviaire de la ville de Trèves dans le Land de Rhénanie-Palatinat en Allemagne.

## Situation ferroviaire

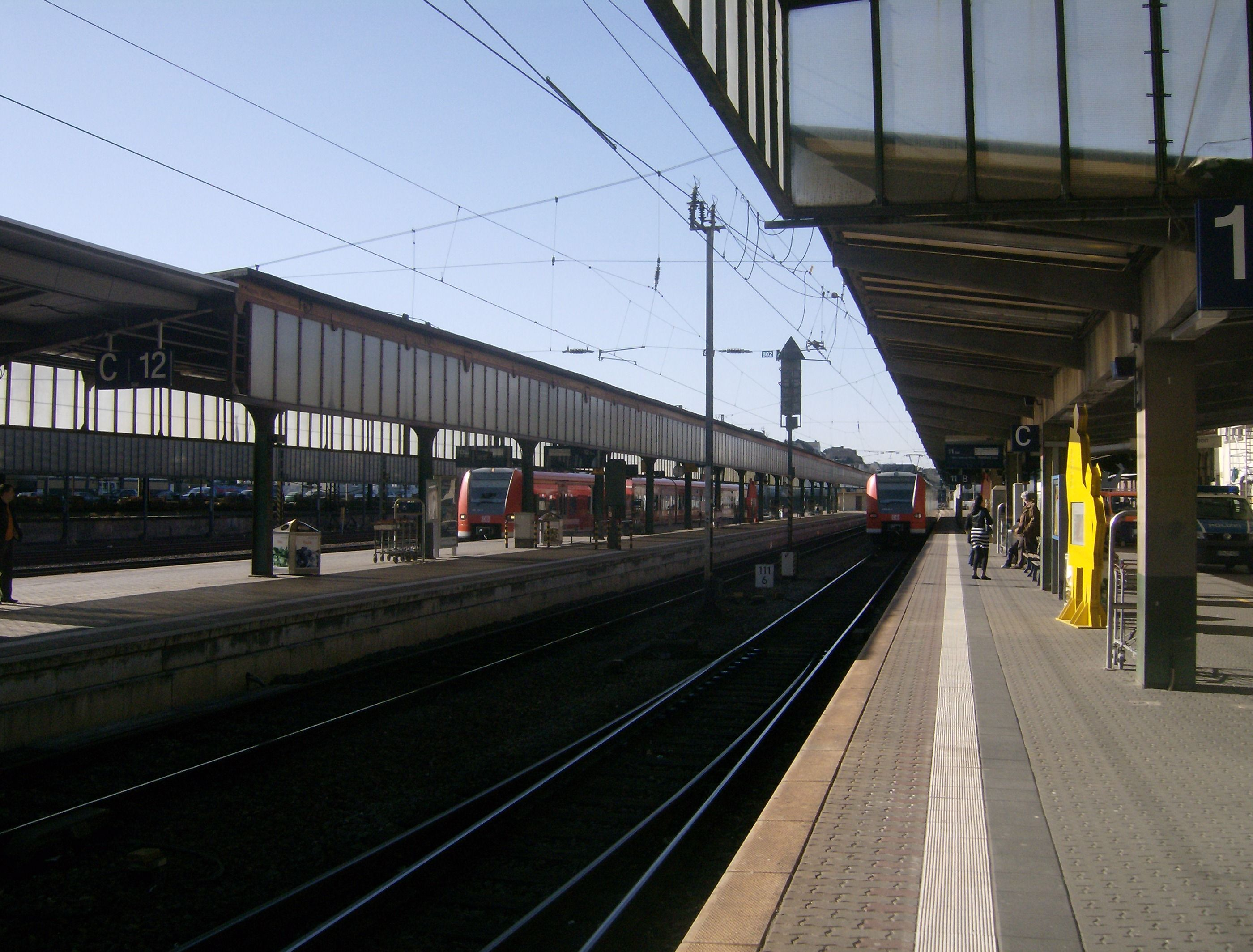
Intérieur de la gare.

## Service des voyageurs

### Desserte
Trèves est desservie toutes les heures par des trains la reliant à Luxembourg, Coblence et Sarrebruck, toutes les deux heures à  Mannheim et une fois par jour à Cologne par des trains Regional-Express, et toutes les heures par des trains Regionalbahn à Cologne, Sarrebruck et Coblence.
Le week-end, un service entre Metz et Trèves via Thionville et Apach est assuré par des autorails X 73900, à raison de deux allers-retours par jour (un le matin et un le soir).
De 2005 à 2011, un ICE a relié quotidiennement Trèves à Berlin. Il était populairement surnommé "Kasterexpress", en référence à Bernhard Kaster (de), député local au Bundestag.